# Погостя
Пого́стя (рос. Погостье) — селище в Кіровському районі Ленінградської області, Росія.